# Marcos Mondaini
Marcos Gustavo Mondaini Montenegro (Sáenz Peña, 14 febbraio 1985) è un ex calciatore argentino naturalizzato ecuadoriano, di ruolo attaccante.

## Carriera
È cresciuto nelle giovanili del Boca Juniors, arrivando a giocare due partite con la prima squadra nel corso del campionato di Primera División 2004-2005.
Nella stagione 2006 è stato girato in prestito in Ecuador, all'Emelec. Qui ha segnato 12 reti in 41 partite.
Quello all'Emelec è stato il primo di una lunga serie di prestiti: nel 2008 è tornato in Ecuador per giocare con il Barcelona SC, nel 2009 è stato di scena in Uruguay con il Nacional di Montevideo, mentre nel 2010 è stato girato in Colombia al Atlético Nacional di Medellín. Nel frattempo il giocatore aveva collezionato sporadiche apparizioni con il Boca Juniors, per un totale di 6 partite in 7 anni.
Nel 2011 il suo cartellino è stato rilevato dagli uruguaiani del Fénix, ma senza giocare neppure una partita è stato prestato agli statunitensi del Chivas USA militanti nella Major League Soccer.
Mondaini nel 2012 è tornato all'Emelec, questa volta a titolo definitivo dopo il prestito del 2006. Dopo essersi imposto come pedina stabile nell'undici di partenza, ha vinto con la sua squadra il campionato ecuadoriano nel 2013, 2014 e 2015, tornando anche a giocare in manifestazioni continentali quali la Coppa Libertadores. Il 22 ottobre 2017 è stato premiato per le 300 presenze con la maglia del club.
La sua lunga militanza all'Emelec è terminata nel giugno 2019, in quanto egli non rientrava nei piani del nuovo tecnico Ismael Rescalvo.
La sua carriera è proseguita al Guayaquil City, con cui ha firmato per i successivi sei mesi, per poi rinnovare per un ulteriore periodo.
Nel settembre del 2020 è sceso nel campionato ecuadoriano provinciale di Segunda Categoría del Guayas (terza serie nazionale) con l'ingaggio da parte del Rocafuerte, squadra satellite dell'Emelec. Qui ha disputato due partite della seconda fase del torneo, poi si è ritirato dal calcio giocato, diventando al tempo stesso direttore sportivo dell'Emelec.